# Camaret-sur-Aigues
Camaret-sur-Aigues è un comune francese di 4 529 abitanti situato nel dipartimento della Vaucluse della regione della Provenza-Alpi-Costa Azzurra.

## Società

### Evoluzione demografica
Abitanti censiti

## Economia
La Buitoni nel 1966 ha costruito a Camaret-sur-Aigues i nuovi impianti della Société française des produits Buitoni, specializzata nella produzione di piatti pronti.

## Amministrazione

### Gemellaggi
- Travacò Siccomario